# Zwerg-Filzmützenmoos
Das Zwerg-Filzmützenmoos (Pogonatum nanum) ist ein smaragdgrünes akrokarpes (gipfelfrüchtiges) Moos aus der Familie der Polytrichaceae.
Die Art wächst auf kalkarmem oder kalkfreiem Untergrund, der längere Zeit am Tag Sonnenlicht bekommt. Das Moos liebt mäßig feuchten oder trockenen Untergrund und besiedelt daher oft Bodenanrisse an Hohlwegen oder Waldrändern. Es hat 0,5–1 cm lange Stängel mit spiralig abstehenden (oder trocken auch eingekrümmten) 3–4 mm langen Blättern. Diese haben einen glatten, an der Sitze jedoch rauen Rand, sind schmal zungenförmig auslaufend und etwas rinnig. Das Zwerg-Filzmützenmoos ist vom Tiefland bis in eine Höhe von 2000 m aufsteigend. Sein Kapselstiel (Seta) ist 0,8–1,5 cm lang und entspringt jeweils der Spitze eines Stängels. Die Kapsel ist höchstens schwach geneigt und hat eine durch eine Paukenhaut verschlosse Öffnung. Über der so verschlossenen Öffnung befindet sich noch ein dicht filzig behaarter Deckel (Filzmütze!). Die Sporenreife erfolgt im Winter.